# I Get Around
Az I Get Around a Beach Boys 1964-es kislemeze, Brian Wilson és Mike Love szerzeménye. B-oldalán a Don’t Worry Baby című dal szerepel. Ez volt a Beach Boys első amerikai listavezető kislemeze. Nagylemezen először a Brian Wilson producelte 1964-es All Summer Long-on jelent meg, A Beach Boys 1989-ben újra kiadta a dalt a Still Cruisin' című nagylemezen. A Billboard 1964-es év végi összesítésén az I Get Around ötödik lett a legtöbbet eladott kislemezek listáján az USA-ban.